# Michel Crucifix
Michel Crucifix est un physicien belge qui travaille à l'Université catholique de Louvain. Il est physicien.
Il a été chercheur au Met Office Hadley Centre en Angleterre pendant 4 ans (de 2002 à 2006). Michel Crucifix a fait beaucoup de conférences à propos des systèmes dynamiques, de la science du climat.

## Travaux
Michel Crucifix est professeur à temps-partiel à l'UCL.
Il a notamment travaillé sur les trajectoires du système terrestre dans l'Anthropocène (2018). Cette recherche scientifique prouve la présence d'un seuil, qui une fois dépassé, entrainerait une température moyenne mondiale bien plus élevée que ce que nous avons depuis plus 1,2 million d'années passées et un niveau des mers beaucoup plus élevé que lors de l'Holocène. Cela entrainerait aussi une perturbation des écosystèmes, et de la société. Il a également travaillé, émettant des réserves, sur les hypothèses de William Ruddiman, concernant l'ancienneté du réchauffement climatique.

## Distinctions
Il est :
- membre de l'académie royale de Belgique, élu membre le 7 mars 2015[7]
- ancien membre de la Young Academy of Europe[8].